# Llista d'ocells de l'Índia
Aquesta llista d'ocells de l'Índia inclou totes les espècies d'ocells trobats a l'Índia: 1302, de les quals 43 en són endemismes, 3 en són endemismes reproductors, 82 es troben globalment amenaçades d'extinció i 1 hi fou introduïda.
Els ocells s'ordenen per ordre i família.

## Gaviiformes

### Gaviidae
- Gavia arctica

## Podicipediformes

### Podicipedidae
- Tachybaptus ruficollis
- Podiceps grisegena
- Podiceps cristatus
- Podiceps auritus
- Podiceps nigricollis

## Procellariiformes

### Diomedeidae
- Thalassarche chlororhynchos

### Procellariidae
- Daption capense
- Pterodroma aterrima
- Pterodroma baraui
- Bulweria bulwerii
- Bulweria fallax
- Calonectris leucomelas
- Puffinus carneipes
- Puffinus pacificus
- Puffinus tenuirostris
- Puffinus lherminieri
- Puffinus persicus

### Hydrobatidae
- Oceanites oceanicus
- Pelagodroma marina
- Fregetta tropica
- Hydrobates pelagicus
- Oceanodroma monorhis
- Oceanodroma matsudairae

## Pelecaniformes

### Phaethontidae
- Phaethon aethereus
- Phaethon rubricauda
- Phaethon lepturus

### Pelecanidae
- Pelecanus onocrotalus
- Pelecanus philippensis
- Pelecanus crispus

### Sulidae
- Sula abbotti
- Sula dactylatra
- Sula sula
- Sula leucogaster

### Phalacrocoracidae
- Phalacrocorax fuscicollis
- Phalacrocorax carbo
- Phalacrocorax niger

### Anhingidae
- Anhinga melanogaster

### Fregatidae
- Fregata andrewsi
- Fregata minor
- Fregata ariel

## Ciconiiformes

### Ardeidae
- Ardea cinerea
- Ardea insignis
- Ardea sumatrana
- Ardea goliath
- Ardea purpurea
- Ardea alba
- Egretta intermedia
- Egretta garzetta
- Egretta gularis
- Egretta sacra
- Ardeola grayii
- Ardeola bacchus
- Bubulcus ibis
- Butorides striata
- Nycticorax nycticorax
- Gorsachius melanolophus
- Ixobrychus sinensis
- Ixobrychus minutus
- Ixobrychus cinnamomeus
- Ixobrychus flavicollis
- Botaurus stellaris

### Ciconiidae
- Mycteria leucocephala
- Anastomus oscitans
- Ciconia nigra
- Ciconia episcopus
- Ciconia ciconia
- Ciconia boyciana
- Ephippiorhynchus asiaticus
- Leptoptilos javanicus
- Leptoptilos dubius

### Threskiornithidae
- Threskiornis aethiopicus
- Threskiornis melanocephalus
- Pseudibis papillosa
- Plegadis falcinellus
- Platalea leucorodia

## Phoenicopteriformes

### Phoenicopteridae
- Phoenicopterus roseus
- Phoenicopterus minor

## Anseriformes

### Anatidae
- Dendrocygna bicolor
- Dendrocygna javanica
- Cygnus olor
- Cygnus cygnus
- Cygnus columbianus
- Anser fabalis
- Anser brachyrhynchus
- Anser albifrons
- Anser erythropus
- Anser anser
- Anser indicus
- Chen caerulescens
- Branta ruficollis
- Tadorna ferruginea
- Tadorna tadorna
- Cairina scutulata
- Sarkidiornis melanotos
- Nettapus coromandelianus
- Aix galericulata
- Anas penelope
- Anas falcata
- Anas strepera
- Anas formosa
- Anas crecca
- Anas gibberifrons
- Anas albogularis
- Anas platyrhynchos
- Anas poecilorhyncha
- Anas acuta
- Anas querquedula
- Anas clypeata
- Marmaronetta angustirostris
- Netta rufina
- Aythya ferina
- Aythya nyroca
- Aythya baeri
- Aythya fuligula
- Aythya marila
- Clangula hyemalis
- Melanitta fusca
- Bucephala clangula
- Mergellus albellus
- Mergus serrator
- Mergus merganser
- Oxyura leucocephala

## Falconiformes

### Pandionidae
- Pandion haliaetus

### Accipitridae
- Aviceda jerdoni
- Aviceda leuphotes
- Pernis ptilorhynchus
- Elanus caeruleus
- Milvus milvus
- Milvus migrans
- Haliastur indus
- Haliaeetus leucogaster
- Haliaeetus leucoryphus
- Haliaeetus albicilla
- Ichthyophaga humilis
- Ichthyophaga ichthyaetus
- Gypaetus barbatus
- Neophron percnopterus
- Gyps bengalensis
- Gyps indicus
- Gyps tenuirostris
- Gyps himalayensis
- Gyps fulvus
- Aegypius monachus
- Sarcogyps calvus
- Circaetus gallicus
- Spilornis klossi
- Spilornis cheela
- Spilornis elgini
- Circus aeruginosus
- Circus spilonotus
- Circus cyaneus
- Circus macrourus
- Circus melanoleucos
- Circus pygargus
- Accipiter trivirgatus
- Accipiter badius
- Accipiter butleri
- Accipiter soloensis
- Accipiter gularis
- Accipiter virgatus
- Accipiter nisus
- Accipiter gentilis
- Butastur teesa
- Buteo buteo
- Buteo rufinus
- Buteo hemilasius
- Ictinaetus malayensis
- Aquila pomarina
- Aquila hastata
- Aquila clanga
- Aquila rapax
- Aquila nipalensis
- Aquila heliaca
- Aquila chrysaetos
- Aquila fasciata
- Aquila pennata
- Aquila kienerii
- Spizaetus cirrhatus
- Spizaetus floris
- Spizaetus nipalensis

### Falconidae
- Microhierax caerulescens
- Microhierax melanoleucos
- Falco naumanni
- Falco tinnunculus
- Falco chicquera
- Falco vespertinus
- Falco amurensis
- Falco columbarius
- Falco subbuteo
- Falco severus
- Falco biarmicus
- Falco jugger
- Falco cherrug
- Falco pelegrinoides
- Falco peregrinus

## Galliformes

### Megapodiidae
- Megapodius nicobariensis

### Phasianidae
- Lerwa lerwa
- Tetraophasis szechenyii
- Tetraogallus tibetanus
- Tetraogallus himalayensis
- Alectoris chukar
- Ammoperdix griseogularis
- Francolinus francolinus
- Francolinus pictus
- Francolinus pintadeanus
- Francolinus pondicerianus
- Francolinus gularis
- Perdix hodgsoniae
- Coturnix japonica
- Coturnix coturnix
- Coturnix coromandelica
- Coturnix chinensis
- Perdicula asiatica
- Perdicula argoondah
- Perdicula erythrorhyncha
- Perdicula manipurensis
- Arborophila torqueola
- Arborophila mandellii
- Arborophila rufogularis
- Arborophila atrogularis
- Arborophila brunneopectus
- Bambusicola fytchii
- Galloperdix spadicea
- Galloperdix lunulata
- Ithaginis cruentus
- Tragopan melanocephalus
- Tragopan satyra
- Tragopan blythii
- Tragopan temminckii
- Pucrasia macrolopha
- Lophophorus impejanus
- Lophophorus sclateri
- Gallus gallus
- Gallus sonneratii
- Lophura leucomelanos
- Crossoptilon crossoptilon
- Catreus wallichi
- Syrmaticus humiae
- Phasianus colchicus
- Polyplectron bicalcaratum
- Pavo cristatus
- Pavo muticus

## Gruiformes

### Turnicidae
- Turnix sylvaticus
- Turnix tanki
- Turnix suscitator

### Gruidae
- Anthropoides virgo
- Grus leucogeranus
- Grus antigone
- Grus grus
- Grus monacha
- Grus nigricollis

### Rallidae
- Rallina canningi
- Rallina fasciata
- Rallina eurizonoides
- Gallirallus striatus
- Rallus aquaticus
- Crex crex
- Amaurornis akool
- Amaurornis phoenicurus
- Amaurornis bicolor
- Porzana parva
- Porzana pusilla
- Porzana porzana
- Porzana fusca
- Gallicrex cinerea
- Porphyrio porphyrio
- Gallinula chloropus
- Fulica atra

### Heliornithidae
- Heliopais personatus

### Otididae
- Otis tarda
- Ardeotis nigriceps
- Chlamydotis undulata
- Chlamydotis macqueenii
- Houbaropsis bengalensis
- Sypheotides indicus
- Tetrax tetrax

## Charadriiformes

### Jacanidae
- Hydrophasianus chirurgus
- Metopidius indicus

### Rostratulidae
- Rostratula benghalensis

### Dromadidae
- Dromas ardeola

### Haematopodidae
- Haematopus ostralegus

### Ibidorhynchidae
- Ibidorhyncha struthersii

### Recurvirostridae
- Himantopus himantopus
- Recurvirostra avosetta

### Burhinidae
- Burhinus oedicnemus
- Burhinus recurvirostris
- Burhinus magnirostris

### Glareolidae
- Cursorius cursor
- Cursorius coromandelicus
- Rhinoptilus bitorquatus
- Glareola pratincola
- Glareola maldivarum
- Glareola lactea

### Charadriidae
- Vanellus vanellus
- Vanellus duvaucelii
- Vanellus malabaricus
- Vanellus cinereus
- Vanellus indicus
- Vanellus gregarius
- Vanellus leucurus
- Pluvialis fulva
- Pluvialis dominica
- Pluvialis apricaria
- Pluvialis squatarola
- Charadrius hiaticula
- Charadrius placidus
- Charadrius dubius
- Charadrius alexandrinus
- Charadrius mongolus
- Charadrius leschenaultii
- Charadrius asiaticus
- Charadrius veredus
- Elseyornis melanops

### Scolopacidae
- Scolopax rusticola
- Lymnocryptes minimus
- Gallinago solitaria
- Gallinago nemoricola
- Gallinago stenura
- Gallinago megala
- Gallinago media
- Gallinago gallinago
- Limnodromus scolopaceus
- Limnodromus semipalmatus
- Limosa limosa
- Limosa lapponica
- Numenius phaeopus
- Numenius arquata
- Numenius madagascariensis
- Xenus cinereus
- Actitis hypoleucos
- Tringa ochropus
- Tringa brevipes
- Tringa erythropus
- Tringa nebularia
- Tringa guttifer
- Tringa stagnatilis
- Tringa glareola
- Tringa totanus
- Arenaria interpres
- Calidris tenuirostris
- Calidris canutus
- Calidris alba
- Calidris ruficollis
- Calidris minuta
- Calidris temminckii
- Calidris subminuta
- Calidris melanotos
- Calidris acuminata
- Calidris ferruginea
- Calidris alpina
- Eurynorhynchus pygmeus
- Limicola falcinellus
- Tryngites subruficollis
- Philomachus pugnax
- Phalaropus lobatus
- Phalaropus fulicarius

### Laridae
- Larus hemprichii
- Larus canus
- Larus marinus
- Larus argentatus
- Larus fuscus
- Larus heuglini
- Larus vegae
- Larus cachinnans
- Larus ichthyaetus
- Larus brunnicephalus
- Larus ridibundus
- Larus genei
- Larus minutus

### Sternidae
- Anous stolidus
- Anous minutus
- Anous tenuirostris
- Gygis alba
- Onychoprion fuscatus
- Onychoprion anaethetus
- Sternula albifrons
- Sternula saundersi
- Gelochelidon nilotica
- Hydroprogne caspia
- Chlidonias niger
- Chlidonias leucopterus
- Chlidonias hybrida
- Sterna dougallii
- Sterna sumatrana
- Sterna paradisaea
- Sterna hirundo
- Sterna acuticauda
- Sterna aurantia
- Sterna repressa
- Thalasseus bergii
- Thalasseus sandvicensis
- Thalasseus bengalensis

### Rynchopidae
- Rynchops albicollis

### Stercorariidae
- Stercorarius maccormicki
- Stercorarius pomarinus
- Stercorarius parasiticus

## Pterocliformes

### Pteroclidae
- Syrrhaptes tibetanus
- Syrrhaptes paradoxus
- Pterocles alchata
- Pterocles exustus
- Pterocles senegallus
- Pterocles orientalis
- Pterocles coronatus
- Pterocles lichtensteinii
- Pterocles indicus

## Columbiformes

### Columbidae
- Columba livia
- Columba rupestris
- Columba leuconota
- Columba eversmanni
- Columba palumbus
- Columba hodgsonii
- Columba pulchricollis
- Columba elphinstonii
- Columba punicea
- Columba palumboides
- Streptopelia orientalis
- Streptopelia decaocto
- Streptopelia tranquebarica
- Streptopelia chinensis
- Streptopelia senegalensis
- Macropygia unchall
- Macropygia rufipennis
- Chalcophaps indica
- Caloenas nicobarica
- Treron bicinctus
- Treron pompadora
- Treron curvirostra
- Treron phoenicopterus
- Treron apicauda
- Treron sphenurus
- Ducula aenea
- Ducula badia
- Ducula bicolor

## Psittaciformes

### Psittacidae
- Psittacula eupatria
- Psittacula krameri
- Psittacula himalayana
- Psittacula finschii
- Psittacula cyanocephala
- Psittacula roseata
- Psittacula columboides
- Psittacula derbiana
- Psittacula alexandri
- Psittacula caniceps
- Psittacula longicauda
- Loriculus vernalis

## Cuculiformes

### Cuculidae
- Clamator jacobinus
- Clamator coromandus
- Cuculus sparverioides
- Cuculus varius
- Cuculus nisicolor
- Cuculus micropterus
- Cuculus canorus
- Cuculus saturatus
- Cuculus poliocephalus
- Cacomantis sonneratii
- Cacomantis merulinus
- Chrysococcyx maculatus
- Chrysococcyx xanthorhynchus
- Surniculus lugubris
- Eudynamys scolopaceus
- Phaenicophaeus viridirostris
- Phaenicophaeus tristis
- Phaenicophaeus leschenaultii
- Centropus sinensis
- Centropus andamanensis
- Centropus bengalensis

## Strigiformes

### Tytonidae
- Tyto longimembris
- Tyto alba
- Phodilus badius

### Strigidae
- Otus balli
- Otus spilocephalus
- Otus bakkamoena
- Otus lettia
- Otus lempiji
- Otus brucei
- Otus sunia
- Otus magicus
- Otus manadensis
- Otus collari
- Otus alius
- Bubo bubo
- Bubo bengalensis
- Bubo nipalensis
- Bubo coromandus
- Bubo scandiacus
- Ketupa zeylonensis
- Ketupa flavipes
- Ketupa ketupu
- Strix ocellata
- Strix leptogrammica
- Strix aluco
- Glaucidium brodiei
- Glaucidium cuculoides
- Glaucidium radiatum
- Athene brama
- Athene blewitti
- Athene noctua
- Aegolius funereus
- Ninox affinis
- Ninox scutulata
- Asio otus
- Asio flammeus

## Caprimulgiformes

### Podargidae
- Batrachostomus moniliger
- Batrachostomus hodgsoni

### Caprimulgidae
- Eurostopodus macrotis
- Caprimulgus indicus
- Caprimulgus europaeus
- Caprimulgus mahrattensis
- Caprimulgus macrurus
- Caprimulgus andamanicus
- Caprimulgus atripennis
- Caprimulgus asiaticus
- Caprimulgus affinis

## Apodiformes

### Apodidae
- Collocalia esculenta
- Aerodramus unicolor
- Aerodramus brevirostris
- Aerodramus maximus
- Aerodramus fuciphagus
- Zoonavena sylvatica
- Hirundapus caudacutus
- Hirundapus cochinchinensis
- Hirundapus giganteus
- Cypsiurus balasiensis
- Tachymarptis melba
- Apus apus
- Apus pallidus
- Apus pacificus
- Apus acuticauda
- Apus affinis
- Apus nipalensis

### Hemiprocnidae
- Hemiprocne coronata

## Trogoniformes

### Trogonidae
- Harpactes fasciatus
- Harpactes erythrocephalus
- Harpactes wardi

## Coraciiformes

### Alcedinidae
- Alcedo hercules
- Alcedo atthis
- Alcedo meninting
- Ceyx erithaca
- Ceyx rufidorsa
- Pelargopsis amauroptera
- Pelargopsis capensis
- Halcyon coromanda
- Halcyon smyrnensis
- Halcyon pileata
- Todiramphus chloris
- Megaceryle lugubris
- Ceryle rudis

### Meropidae
- Nyctyornis athertoni
- Merops orientalis
- Merops persicus
- Merops philippinus
- Merops apiaster
- Merops leschenaulti

### Coraciidae
- Coracias garrulus
- Coracias benghalensis
- Eurystomus orientalis

### Upupidae
- Upupa epops

### Bucerotidae
- Ocyceros griseus
- Ocyceros birostris
- Anthracoceros coronatus
- Anthracoceros albirostris
- Buceros bicornis
- Anorrhinus austeni
- Aceros nipalensis
- Aceros undulatus
- Aceros narcondami
- Aceros subruficollis

## Piciformes

### Capitonidae
- Megalaima virens
- Megalaima zeylanica
- Megalaima lineata
- Megalaima viridis
- Megalaima franklinii
- Megalaima asiatica
- Megalaima australis
- Megalaima rubricapillus
- Megalaima haemacephala

### Indicatoridae
- Indicator xanthonotus

### Picidae
- Jynx torquilla
- Picumnus innominatus
- Sasia ochracea
- Dendrocopos moluccensis
- Dendrocopos canicapillus
- Dendrocopos auriceps
- Dendrocopos macei
- Dendrocopos atratus
- Dendrocopos mahrattensis
- Dendrocopos hyperythrus
- Dendrocopos cathpharius
- Dendrocopos darjellensis
- Dendrocopos major
- Dendrocopos assimilis
- Dendrocopos himalayensis
- Celeus brachyurus
- Dryocopus javensis
- Dryocopus hodgei
- Picus chlorolophus
- Picus flavinucha
- Picus vittatus
- Picus xanthopygaeus
- Picus squamatus
- Picus canus
- Dinopium shorii
- Dinopium javanense
- Dinopium benghalense
- Chrysocolaptes lucidus
- Chrysocolaptes festivus
- Gecinulus grantia
- Blythipicus pyrrhotis
- Hemicircus canente
- Mulleripicus pulverulentus

## Passeriformes

### Eurylaimidae
- Psarisomus dalhousiae
- Serilophus lunatus

### Pittidae
- Pitta nipalensis
- Pitta cyanea
- Pitta sordida
- Pitta brachyura
- Pitta megarhyncha

### Alaudidae
- Mirafra javanica
- Mirafra affinis
- Mirafra erythroptera
- Mirafra assamica
- Mirafra cantillans
- Alaemon alaudipes
- Eremopterix nigriceps
- Eremopterix griseus
- Ammomanes phoenicura
- Ammomanes deserti
- Melanocorypha bimaculata
- Melanocorypha maxima
- Calandrella brachydactyla
- Calandrella acutirostris
- Calandrella rufescens
- Calandrella raytal
- Eremophila alpestris
- Galerida cristata
- Galerida malabarica
- Galerida deva
- Alauda arvensis
- Alauda gulgula

### Hirundinidae
- Riparia paludicola
- Riparia riparia
- Riparia diluta
- Hirundo rustica
- Hirundo tahitica
- Hirundo smithii
- Ptyonoprogne rupestris
- Ptyonoprogne fuligula
- Ptyonoprogne concolor
- Delichon urbicum
- Delichon dasypus
- Delichon nipalense
- Cecropis daurica
- Cecropis striolata
- Petrochelidon fluvicola

### Motacillidae
- Anthus rufulus
- Anthus similis
- Anthus godlewskii
- Anthus campestris
- Anthus nilghiriensis
- Anthus sylvanus
- Anthus pratensis
- Anthus roseatus
- Anthus cervinus
- Anthus hodgsoni
- Anthus trivialis
- Anthus spinoletta
- Anthus rubescens
- Dendronanthus indicus
- Motacilla alba
- Motacilla madaraspatensis
- Motacilla flava
- Motacilla citreola
- Motacilla cinerea

### Campephagidae
- Coracina macei
- Coracina novaehollandiae
- Coracina striata
- Coracina melaschistos
- Coracina melanoptera
- Lalage nigra
- Pericrocotus roseus
- Pericrocotus divaricatus
- Pericrocotus cinnamomeus
- Pericrocotus erythropygius
- Pericrocotus ethologus
- Pericrocotus brevirostris
- Pericrocotus flammeus
- Pericrocotus solaris
- Hemipus picatus

### Pycnonotidae
- Spizixos canifrons
- Pycnonotus striatus
- Pycnonotus priocephalus
- Pycnonotus atriceps
- Pycnonotus melanicterus
- Pycnonotus jocosus
- Pycnonotus leucotis
- Pycnonotus leucogenys
- Pycnonotus cafer
- Pycnonotus xantholaemus
- Pycnonotus flavescens
- Pycnonotus luteolus
- Alophoixus flaveolus
- Iole virescens
- Iole indica
- Ixos mcclellandii
- Hemixos flavala
- Hypsipetes leucocephalus
- Hypsipetes virescens

### Regulidae
- Regulus regulus

### Chloropseidae
- Chloropsis cochinchinensis
- Chloropsis aurifrons
- Chloropsis hardwickii

### Aegithinidae
- Aegithina tiphia
- Aegithina nigrolutea

### Bombycillidae
- Bombycilla garrulus

### Hypocoliidae
- Hypocolius ampelinus

### Cinclidae
- Cinclus cinclus
- Cinclus pallasii

### Troglodytidae
- Troglodytes troglodytes

### Prunellidae
- Prunella collaris
- Prunella himalayana
- Prunella rubeculoides
- Prunella strophiata
- Prunella montanella
- Prunella fulvescens
- Prunella atrogularis
- Prunella immaculata

### Turdidae
- Monticola saxatilis
- Monticola cinclorhynchus
- Monticola rufiventris
- Monticola solitarius
- Myophonus horsfieldii
- Myophonus caeruleus
- Zoothera wardii
- Zoothera citrina
- Zoothera sibirica
- Zoothera mollissima
- Zoothera dixoni
- Zoothera dauma
- Zoothera monticola
- Zoothera marginata
- Turdus unicolor
- Turdus dissimilis
- Turdus albocinctus
- Turdus boulboul
- Turdus merula
- Turdus rubrocanus
- Turdus kessleri
- Turdus feae
- Turdus obscurus
- Turdus ruficollis
- Turdus naumanni
- Turdus pilaris
- Turdus iliacus
- Turdus philomelos
- Turdus viscivorus
- Brachypteryx hyperythra
- Brachypteryx stellata
- Brachypteryx major
- Brachypteryx leucophrys
- Brachypteryx montana

### Cisticolidae
- Cisticola juncidis
- Cisticola exilis
- Scotocerca inquieta
- Prinia burnesii
- Prinia cinerascens
- Prinia crinigera
- Prinia atrogularis
- Prinia cinereocapilla
- Prinia buchanani
- Prinia rufescens
- Prinia hodgsonii
- Prinia gracilis
- Prinia sylvatica
- Prinia flaviventris
- Prinia socialis
- Prinia subflava
- Prinia inornata

### Sylviidae
- Tesia castaneocoronata
- Tesia olivea
- Tesia cyaniventer
- Cettia canturians
- Cettia pallidipes
- Cettia fortipes
- Cettia major
- Cettia flavolivacea
- Cettia acanthizoides
- Cettia brunnifrons
- Cettia cetti
- Bradypterus thoracicus
- Bradypterus major
- Bradypterus tacsanowskius
- Bradypterus seebohmi
- Bradypterus luteoventris
- Locustella lanceolata
- Locustella naevia
- Locustella certhiola
- Acrocephalus melanopogon
- Acrocephalus schoenobaenus
- Acrocephalus bistrigiceps
- Acrocephalus agricola
- Acrocephalus concinens
- Acrocephalus dumetorum
- Acrocephalus arundinaceus
- Acrocephalus orientalis
- Acrocephalus stentoreus
- Acrocephalus orinus
- Acrocephalus aedon
- Hippolais caligata
- Hippolais rama
- Hippolais pallida
- Orthotomus cuculatus
- Orthotomus sutorius
- Orthotomus atrogularis
- Leptopoecile sophiae
- Phylloscopus trochilus
- Phylloscopus collybita
- Phylloscopus sindianus
- Phylloscopus neglectus
- Phylloscopus fuscatus
- Phylloscopus fuligiventer
- Phylloscopus affinis
- Phylloscopus subaffinis
- Phylloscopus griseolus
- Phylloscopus schwarzi
- Phylloscopus pulcher
- Phylloscopus maculipennis
- Phylloscopus proregulus
- Phylloscopus chloronotus
- Phylloscopus subviridis
- Phylloscopus inornatus
- Phylloscopus humei
- Phylloscopus borealis
- Phylloscopus trochiloides
- Phylloscopus tenellipes
- Phylloscopus magnirostris
- Phylloscopus tytleri
- Phylloscopus occipitalis
- Phylloscopus coronatus
- Phylloscopus reguloides
- Phylloscopus cantator
- Seicercus burkii
- Seicercus tephrocephalus
- Seicercus whistleri
- Seicercus xanthoschistos
- Seicercus affinis
- Seicercus poliogenys
- Seicercus castaniceps
- Abroscopus albogularis
- Abroscopus superciliaris
- Abroscopus schisticeps
- Tickellia hodgsoni
- Megalurus palustris
- Chaetornis striata
- Graminicola bengalensis
- Schoenicola platyurus
- Sylvia borin
- Sylvia nisoria
- Sylvia minula
- Sylvia margelanica
- Sylvia althaea
- Sylvia crassirostris
- Sylvia nana
- Sylvia communis
- Sylvia curruca
- Sylvia conspicillata

### Muscicapidae
- Rhinomyias brunneatus
- Muscicapa striata
- Muscicapa sibirica
- Muscicapa dauurica
- Muscicapa ruficauda
- Muscicapa muttui
- Muscicapa ferruginea
- Ficedula zanthopygia
- Ficedula hodgsonii
- Ficedula strophiata
- Ficedula parva
- Ficedula albicilla
- Ficedula subrubra
- Ficedula hyperythra
- Ficedula monileger
- Ficedula westermanni
- Ficedula superciliaris
- Ficedula tricolor
- Ficedula nigrorufa
- Ficedula sapphira
- Cyanoptila cyanomelana
- Eumyias thalassinus
- Eumyias albicaudatus
- Niltava grandis
- Niltava macgrigoriae
- Niltava sundara
- Niltava vivida
- Cyornis concretus
- Cyornis pallipes
- Cyornis poliogenys
- Cyornis unicolor
- Cyornis rubeculoides
- Cyornis banyumas
- Cyornis tickelliae
- Muscicapella hodgsoni
- Culicicapa ceylonensis
- Luscinia megarhynchos
- Luscinia calliope
- Luscinia pectoralis
- Luscinia svecica
- Luscinia pectardens
- Luscinia brunnea
- Luscinia cyane
- Tarsiger cyanurus
- Tarsiger chrysaeus
- Tarsiger indicus
- Tarsiger hyperythrus
- Cercotrichas galactotes
- Copsychus saularis
- Copsychus malabaricus
- Saxicoloides fulicatus
- Phoenicurus erythronotus
- Phoenicurus caeruleocephala
- Phoenicurus ochruros
- Phoenicurus hodgsoni
- Phoenicurus schisticeps
- Phoenicurus auroreus
- Phoenicurus erythrogastrus
- Phoenicurus frontalis
- Chaimarrornis leucocephalus
- Rhyacornis fuliginosa
- Hodgsonius phaenicuroides
- Cinclidium leucurum
- Cinclidium frontale
- Grandala coelicolor
- Enicurus scouleri
- Enicurus immaculatus
- Enicurus schistaceus
- Enicurus leschenaulti
- Enicurus maculatus
- Cochoa purpurea
- Cochoa viridis
- Saxicola macrorhynchus
- Saxicola insignis
- Saxicola maurus
- Saxicola leucurus
- Saxicola caprata
- Saxicola jerdoni
- Saxicola ferreus
- Oenanthe monacha
- Oenanthe albonigra
- Oenanthe oenanthe
- Oenanthe finschii
- Oenanthe picata
- Oenanthe pleschanka
- Oenanthe xanthoprymna
- Oenanthe deserti
- Oenanthe isabellina
- Cercomela fusca

### Rhipiduridae
- Rhipidura hypoxantha
- Rhipidura albicollis
- Rhipidura albogularis
- Rhipidura aureola

### Monarchidae
- Hypothymis azurea
- Terpsiphone paradisi

### Pachycephalidae
- Pachycephala grisola

### Timaliidae
- Garrulax albogularis
- Garrulax leucolophus
- Garrulax monileger
- Garrulax pectoralis
- Garrulax striatus
- Garrulax ruficollis
- Garrulax nuchalis
- Garrulax galbanus
- Garrulax delesserti
- Garrulax gularis
- Garrulax cineraceus
- Garrulax rufogularis
- Garrulax ocellatus
- Garrulax caerulatus
- Garrulax merulinus
- Garrulax sannio
- Garrulax cachinnans
- Garrulax jerdoni
- Garrulax lineatus
- Garrulax virgatus
- Garrulax subunicolor
- Garrulax austeni
- Garrulax squamatus
- Garrulax variegatus
- Garrulax henrici
- Garrulax affinis
- Garrulax erythrocephalus
- Liocichla bugunorum
- Liocichla phoenicea
- Malacocincla abbotti
- Pellorneum palustre
- Pellorneum tickelli
- Pellorneum albiventre
- Pellorneum ruficeps
- Pomatorhinus hypoleucos
- Pomatorhinus erythrocnemis
- Pomatorhinus erythrogenys
- Pomatorhinus horsfieldii
- Pomatorhinus schisticeps
- Pomatorhinus ruficollis
- Pomatorhinus ochraceiceps
- Pomatorhinus ferruginosus
- Xiphirhynchus superciliaris
- Rimator malacoptilus
- Napothera brevicaudata
- Napothera epilepidota
- Pnoepyga albiventer
- Pnoepyga immaculata
- Pnoepyga pusilla
- Spelaeornis caudatus
- Spelaeornis badeigularis
- Spelaeornis troglodytoides
- Spelaeornis formosus
- Spelaeornis chocolatinus
- Spelaeornis longicaudatus
- Sphenocichla humei
- Stachyris ambigua
- Stachyris rufifrons
- Stachyris ruficeps
- Stachyris pyrrhops
- Stachyris chrysaea
- Stachyris nigriceps
- Stachyris oglei
- Stachyris leucotis
- Dumetia hyperythra
- Rhopocichla atriceps
- Macronous gularis
- Timalia pileata
- Chrysomma sinense
- Chrysomma altirostre
- Turdoides caudata
- Turdoides earlei
- Turdoides longirostris
- Turdoides malcolmi
- Turdoides subrufa
- Turdoides striata
- Turdoides affinis
- Babax lanceolatus
- Babax waddelli
- Leiothrix argentauris
- Leiothrix lutea
- Cutia nipalensis
- Pteruthius rufiventer
- Pteruthius flaviscapis
- Pteruthius xanthochlorus
- Pteruthius melanotis
- Pteruthius aenobarbus
- Gampsorhynchus rufulus
- Actinodura egertoni
- Actinodura nipalensis
- Actinodura waldeni
- Minla cyanouroptera
- Minla strigula
- Minla ignotincta
- Alcippe chrysotis
- Alcippe cinerea
- Alcippe castaneceps
- Alcippe vinipectus
- Alcippe cinereiceps
- Alcippe ludlowi
- Alcippe rufogularis
- Alcippe brunnea
- Alcippe dubia
- Alcippe poioicephala
- Alcippe nipalensis
- Heterophasia annectens
- Heterophasia capistrata
- Heterophasia gracilis
- Heterophasia pulchella
- Heterophasia picaoides
- Yuhina castaniceps
- Yuhina bakeri
- Yuhina flavicollis
- Yuhina gularis
- Yuhina occipitalis
- Yuhina nigrimenta
- Yuhina zantholeuca
- Myzornis pyrrhoura

### Paradoxornithidae
- Conostoma oemodium
- Paradoxornis unicolor
- Paradoxornis gularis
- Paradoxornis flavirostris
- Paradoxornis guttaticollis
- Paradoxornis fulvifrons
- Paradoxornis nipalensis
- Paradoxornis atrosuperciliaris
- Paradoxornis ruficeps

### Aegithalidae
- Aegithalos leucogenys
- Aegithalos concinnus
- Aegithalos niveogularis
- Aegithalos iouschistos

### Paridae
- Periparus ater
- Periparus rufonuchalis
- Periparus rubidiventris
- Periparus melanolophus
- Lophophanes dichrous
- Parus major
- Parus monticolus
- Parus nuchalis
- Parus xanthogenys
- Parus spilonotus
- Cyanistes flavipectus
- Sylviparus modestus
- Melanochlora sultanea
- Pseudopodoces humilis

### Sittidae
- Sitta castanea
- Sitta nagaensis
- Sitta cashmirensis
- Sitta himalayensis
- Sitta leucopsis
- Sitta frontalis
- Sitta formosa

### Tichodromidae
- Tichodroma muraria

### Certhiidae
- Certhia familiaris
- Certhia himalayana
- Certhia nipalensis
- Certhia discolor
- Salpornis spilonotus

### Remizidae
- Remiz macronyx
- Remiz coronatus
- Cephalopyrus flammiceps

### Nectariniidae
- Chalcoparia singalensis
- Leptocoma zeylonica
- Leptocoma minima
- Leptocoma sperata
- Cinnyris asiaticus
- Cinnyris jugularis
- Cinnyris lotenius
- Aethopyga gouldiae
- Aethopyga nipalensis
- Aethopyga saturata
- Aethopyga vigorsii
- Aethopyga siparaja
- Aethopyga ignicauda
- Arachnothera longirostra
- Arachnothera magna

### Dicaeidae
- Dicaeum agile
- Dicaeum chrysorrheum
- Dicaeum melanoxanthum
- Dicaeum trigonostigma
- Dicaeum erythrorhynchos
- Dicaeum concolor
- Dicaeum ignipectum
- Dicaeum cruentatum

### Zosteropidae
- Zosterops palpebrosus

### Oriolidae
- Oriolus oriolus
- Oriolus chinensis
- Oriolus tenuirostris
- Oriolus xanthornus
- Oriolus traillii

### Irenidae
- Irena puella

### Laniidae
- Lanius collurio
- Lanius isabellinus
- Lanius cristatus
- Lanius collurioides
- Lanius vittatus
- Lanius schach
- Lanius tephronotus
- Lanius excubitor
- Lanius meridionalis

### Prionopidae
- Tephrodornis gularis
- Tephrodornis pondicerianus

### Dicruridae
- Dicrurus macrocercus
- Dicrurus leucophaeus
- Dicrurus caerulescens
- Dicrurus annectans
- Dicrurus aeneus
- Dicrurus remifer
- Dicrurus hottentottus
- Dicrurus andamanensis
- Dicrurus paradiseus

### Artamidae
- Artamus fuscus
- Artamus leucorynchus

### Corvidae
- Garrulus glandarius
- Garrulus lanceolatus
- Urocissa flavirostris
- Urocissa erythrorhyncha
- Cissa chinensis
- Dendrocitta vagabunda
- Dendrocitta formosae
- Dendrocitta leucogastra
- Dendrocitta frontalis
- Dendrocitta bayleyi
- Pica pica
- Nucifraga caryocatactes
- Pyrrhocorax pyrrhocorax
- Pyrrhocorax graculus
- Corvus monedula
- Corvus dauuricus
- Corvus splendens
- Corvus frugilegus
- Corvus corone
- Corvus macrorhynchos
- Corvus ruficollis
- Corvus corax

### Sturnidae
- Aplonis panayensis
- Saroglossa spiloptera
- Ampeliceps coronatus
- Gracula religiosa
- Gracula indica
- Acridotheres grandis
- Acridotheres fuscus
- Acridotheres albocinctus
- Acridotheres ginginianus
- Acridotheres tristis
- Gracupica contra
- Sturnia sturnina
- Sturnia sinensis
- Sturnia malabarica
- Sturnia erythropygia
- Temenuchus pagodarum
- Pastor roseus
- Sturnus vulgaris

### Passeridae
- Passer domesticus
- Passer hispaniolensis
- Passer pyrrhonotus
- Passer rutilans
- Passer montanus
- Petronia xanthocollis
- Petronia petronia
- Montifringilla adamsi
- Montifringilla taczanowskii
- Montifringilla davidiana
- Montifringilla ruficollis
- Montifringilla blanfordi

### Ploceidae
- Ploceus manyar
- Ploceus philippinus
- Ploceus megarhynchus
- Ploceus benghalensis

### Estrildidae
- Sporaeginthus formosus
- Amandava amandava
- Euodice malabarica
- Lonchura striata
- Lonchura kelaarti
- Lonchura punctulata
- Lonchura malacca
- Lonchura atricapilla
- Padda oryzivora

### Fringillidae
- Fringilla coelebs
- Fringilla montifringilla
- Leucosticte nemoricola
- Leucosticte brandti
- Leucosticte sillemi
- Pinicola subhimachala
- Carpodacus rubescens
- Carpodacus nipalensis
- Carpodacus erythrinus
- Carpodacus pulcherrimus
- Carpodacus rodochroa
- Carpodacus vinaceus
- Carpodacus edwardsii
- Carpodacus rhodopeplus
- Carpodacus thura
- Carpodacus rhodochlamys
- Carpodacus rubicilloides
- Carpodacus rubicilla
- Carpodacus puniceus
- Loxia curvirostra
- Carduelis spinoides
- Carduelis ambigua
- Carduelis spinus
- Carduelis carduelis
- Carduelis flavirostris
- Carduelis cannabina
- Serinus pusillus
- Serinus thibetanus
- Pyrrhula nipalensis
- Pyrrhula aurantiaca
- Pyrrhula erythrocephala
- Pyrrhula erythaca
- Coccothraustes coccothraustes
- Mycerobas icterioides
- Mycerobas affinis
- Mycerobas melanozanthos
- Mycerobas carnipes
- Pyrrhoplectes epauletta
- Callacanthis burtoni
- Rhodopechys sanguineus
- Bucanetes githagineus
- Bucanetes mongolicus
- Rhodospiza obsoleta
- Haematospiza sipahi

### Emberizidae
- Melophus lathami
- Emberiza citrinella
- Emberiza leucocephalos
- Emberiza cia
- Emberiza godlewskii
- Emberiza buchanani
- Emberiza hortulana
- Emberiza stewarti
- Emberiza striolata
- Emberiza fucata
- Emberiza pusilla
- Emberiza aureola
- Emberiza rutila
- Emberiza melanocephala
- Emberiza bruniceps
- Emberiza spodocephala
- Emberiza schoeniclus
- Emberiza calandra[1]